# Aeroporto Internacional de Maputo
O Aeroporto Internacional de Maputo, também conhecido como Aeroporto Internacional de Mavalane é um aeroporto localizado em Moçambique e serve a cidade de Maputo, capital do país. É o maior aerporto de Moçambique. (IATA: MPM ICAO: FQMA).

## Historial
A primeira aerogare foi inaugurada em 1940, ao km 7 da linha ferróviária para Marracuene, num local denominado Mavalane, ainda hoje um dos nomes usado pelo aeroporto.
Quando este edifício se tornou pequeno para o tráfego, uma segunda aerogare foi construída e inaugurada em 1962 como parte do então denominado Aeroporto Gago Coutinho.
Este edifício foi demolido em 2011 para dar lugar ao terminal doméstico de uma nova aerogare.

## Estatísticas
Ver a consulta original do Wikidata.

## Linhas Aéreas e Destinos
A maioria dos destinos servidos pelo aeroporto são em África, mas os destinos intercontinentais mais utilizados são os voos operados pela Turkish Airlines para Istambul, Turquia; Qatar Airways para Doha, Qatar; e TAP Portugal para Lisboa, Portugal.
| Companhias                   | Destinos |
| ---------------------------- | --- |
| Linhas Aéreas de Moçambique  | Beira, Tete, Pemba, Nampula, Inhambane, Chimoio, Vilankulo, Quelimane, Lichinga, Dar es Salaam, Joanesburgo, Nairobi |
| Airlink                      | Durban |
| South African Airways        | Joanesburgo |
| Kenya Airways                | Nairobi |
| South African Express        | Cidade do Cabo |
| Ethiopian Moçambique         | Beira, Nampula, Nacala, Quelimane, Chimoio, Pemba, Tete                                                              |
| Ethiopian Airlines           | Addis Abeba |
| TAP Portugal                 | Lisboa |
| Qatar Airways                | Doha |
| Turkish Airlines             | Istambul |
| TAAG Linhas Aéreas de Angola | Luanda |